# هرمان یولیوس گوستاف وشتر
هرمان یولیوس گوستاف وِشتر (آلمانی: Hermann Julius Gustav Wächter؛ ‏ ۱۸۷۸ – حوالی ۱۹۴۴) پزشک اهل آلمان بود که  با همکاری اریش فرانتس اویگین براخت «اجسام براخت-وشتر» را توصیف کرد.
در طول جنگ جهانی دوم، وافن-اس‌اس وِشتر را برای درمان سربازان افسرده مستقر در خط مقدم به خدمت فراخوانده شد، اما او بارها از این امر خودداری کرد. در سال ۱۹۴۴ به وِشتر اخطار داده شد که اگر طبق دستور عمل نکند، او و خانواده‌اش کشته خواهند شد، بنابراین تسلیم شد و به «کروسیفیکس هیل» اعزام شد. گفته می‌شود که او برای کمک به سربازان کم‌کاری می‌کرد، اما بیشتر وقت خود را صرف رسیدگی به زندانیان و اسیران جنگ می‌کرد. در نتیجه او را خائن اعلام کردند و قرار شد توسط گشتاپو اعدام شود شود، اما در ۸ اکتبر ۱۹۴۴، زمانی که آلمان‌ها در حال مبارزه با نیروهای آمریکایی بودند، بمب افکن‌های آمریکایی چندین تُن بمب را بر روی تپهٔ محل نبرد ریختند. ظاهراً، وِشتر در میان سایر نیروهای آلمانیِ گسیل‌شده به این مکان که در حال دفاع از تپه بودند، کشته شد. جسد او هیچ‌گاه پیدا نشد.